# Joris Bouchaut
Joris Bouchaut est un nageur français spécialiste de la nage libre et du demi-fond.
Originaire de la Guadeloupe, il a remporté 36 médailles nationales aux Championnats de France de natation, et participé à 19 sélections et équipes nationales.

## Carrière

### De la Guadeloupe à Toulouse
Joris a commencé sa carrière au Pôle espoir de Guadeloupe, il était alors nageur du CNIC les Squales et entrainé par Didier Icheck.
Il vit ses premières Équipes de France Jeunes avec la COMEN aux côtés notamment de Marie Wattel. Il reviendra de Chypre avec deux médailles.
Champion de France cadet sur 200 mètres nage libre sous la houlette de Didier Icheck en juillet 2012 et après avoir grandement contribué aux victoires de l’équipe de la Guadeloupe aux Carifta Games,, Joris décide de rejoindre Toulouse.

### Toulouse
Il signe aux Dauphins du TOEC en septembre 2012 et s’entraine 4 ans sous la houlette de Lucien Lacoste.

#### 2012-2013
Après une 5e place aux championnats d’Europe Juniors, il prendra la 4e place aux Championnats du Monde Juniors sur 800 mètres nage libre ce qui clôturera sa saison 2012/2013.

#### 2013-2014
Sacré champion de France du 1 500 mètres nage libre lors des Championnats de France de natation 2014, il repartira de Chartres avec trois qualifications pour les Championnats d'Europe de Berlin et l'argent sur 800 mètres nage libre.
Durant sa préparation européenne, il obtient son baccalauréat scientifique option Sciences et vie de la terre en 2014.

#### 2014-2015
Pour sa première Équipe de France A, le jeune guadeloupéen de 19 ans vivra une compétition compliquée,. Il rebondira en petit bassin quelques mois plus tard en remportant une médaille de chaque métal. Le bronze au 400 mètres nage libre, l'argent au 1 500 mètres nage libre, la médaille d'or au 800 mètres nage libre aux Championnats de France de natation en petit bassin 2015 à Angers.
Lors des Championnats de France de natation en grand bassin à Limoges, il se qualifie pour les Championnats du monde 2015 à Kazan. Il revient de l'échéance nationale avec trois médailles, deux en argent. Deuxième de sa série du 800 mètres nage libre à Kazan, il terminera 14e.

#### 2015-2016
Lors des championnats de France de natation en grand bassin 2016 à Montpellier, Joris échouera lors de l'épreuve de qualification olympique sur 1 500 mètres nage libre. Il parviendra tout de même à se qualifier aux Championnats d'Europe de natation en grand bassin 2016 avec à la clef une finale sur le 800 mètres nage libre. Cette année 2016 sera marquée par la retraite de Lucien Lacoste, Philippe Miomandre lui succédera à la tête du groupe demi-fond.

#### 2016-2017
Aux Championnats de France de natation en petit bassin 2016 à Angers, il remporte le 800 mètres nage libre et le 1 500 mètres nage libre et se qualifiera pour les Championnats du Monde de natation en petit bassin 2016 à Windsor.
Trois fois vice-champion de France 2017[réf. nécessaire], il participera à l'US OPEN de natation et sera finaliste aux Universiades de Tapei de 2017 sur le 800 m nage libre.

### Philippe Lucas

#### 2017-2018
En janvier 2018, il part rejoindre Philippe Lucas à Montpellier, il est alors licencié à Vanves Natation.
Il est médaillé de bronze du 1 500 mètres nage libre aux Jeux méditerranéens de 2018 à Tarragone.

#### 2018-2019
Médaillé d'argent et de bronze lors des Championnats de France 2019 sur 800 et 1 500 mètres nage libre, il repartira de ces championnats avec une meilleure performance personnelle sur le 400 mètres nage libre.

### Retour à Toulouse

#### 2019-2021
Après sa collaboration avec Philippe Lucas, Joris fait le choix de retourner aux Dauphins du TOEC où il s’entrainera désormais avec Nicolas Castel, entraineur de Léon Marchand.
2020 sera une saison marquée par la pandémie COVID-19 et le report des Jeux olympiques d'été de 2020.
En mars 2021, il obtiendra sa qualification aux Championnats d'Europe de natation 2020 sur le 400 mètres nage libre grâce à une très bonne course au meeting de Marseille, mais c’est sur le 800 m qu’il retrouvera la finale européenne. Après un premier 400 m avec les meilleurs mondiaux, la deuxième partie de course sera plus difficile, mais le Guadeloupéen sera satisfait de sa performance.
Lors des Championnats de France de 2021, il rate la qualification olympique de 6 dixièmes sur le 400 mètres nage libre, malgré son meilleur temps personnel.

## Théia Vision
En parallèle de sa carrière de nageur, Joris a également créé sa société d'audiovisuel nommée THÉIA VISION. Il a notamment pu travailler avec son club de natation pour la réalisation d'un reportage en amont des Championnats d'Europe de natation 2020 à Budapest . Également collaboré avec le Collectif des Sportives pour la réalisation de portrait de sportive  et d'autres sociétés comme Speedo.